# 山城吉超
山城 吉超（やましろ よしき、1984年9月2日 - ）は、沖縄県島尻郡久米島町出身のプロバスケットボール選手である。2007年からbjリーグの琉球ゴールデンキングスに所属し、2014年に引退した。ポジションはパワーフォワード。

## 来歴
日本人の父親とアメリカ人の母親を持つ。投擲選手の山城美貴は実妹である。久米島町立具志川中学校に入学した12歳の時にバスケットボールを始める。中学時代までは平行して沖縄角力にも取り組み、県大会優勝などの実績をあげ、二子山部屋、高砂部屋といった角界や、柔道の強豪校からの誘いももあったが、バスケットボールを続けるために興南高校への進学を選んだ。
興南高校に進学後、大田欣伸の指導のもと、沖縄県の少年男子国体チームに2年連続で選出され、全国大会を経験する。また、興南では、後にチームメイトとなる与那嶺翼、金城茂之を擁する北中城高校との対戦を経験している。
高校卒業後はスポーツ推薦を受け大阪商業大学に進学したが、2年次に腰を痛め、1年間の休養を強いられる。この間、体格を見込まれ総合格闘技への誘いもあったが、2005年にbjリーグが開幕し、大学の先輩だった城宝匡史が大阪エヴェッサに入団したこともあり、バスケットボールを続けることを決めた。
大学卒業後の2007年、この年に創設された琉球ゴールデンキングスの練習生となり、その後選手契約を結ぶ。また、同年の国体代表にも選出された。
以後琉球一筋でプレイし、2008-09、2011-12、2013-14の3シーズンの優勝を経験した。一方で2012年4月には左膝前十字靭帯を断裂し、全治8か月の診断を受ける。この怪我によりbjリーグ 2012-13シーズンは2013年2月まで出場できず、出場試合数はキャリア最低の11に留まった。
2013-14シーズン終了後の2014年6月、球団より引退することが発表された
。料理を得意としていた山城は飲食業へ転身し、那覇市内にスポーツバーを開店した。

## 個人成績
| シーズン | チーム | GP  | GS | MPG | FG%   | 3P%    | FT%   | RPG | APG | SPG | BPG | TO  | PPG |
| -------- | ------ | --- | -- | --- | ----- | ------ | ----- | --- | --- | --- | --- | --- | --- |
| 2007-08  | 沖縄   | 19  | 0  | 2.5 | 42.9% | 14.3%  | 50.0% | 0.2 | 0.2 | 0.1 | 0   | 0.5 | 0.8 |
| 2008-09  | 沖縄   | 28  | 0  | 5.0 | 35.9% | 0.0%   | 71.4% | 0.8 | 0.5 | 0   | 0   | 0.4 | 1.4 |
| 2009-10  | 沖縄   | 25  | 0  | 3.7 | 40.9% | -      | 50.0% | 0.6 | 0.4 | 0   | 0   | 0.4 | 1   |
| 2010-11  | 沖縄   | 47  | 0  | 5.3 | 47.5% | 100.0% | 64.7% | 1.1 | 0.3 | 0.1 | 0   | 0.5 | 1.7 |
| 2011-12  | 沖縄   | 25  | 1  | 4.0 | 40.0% | -      | -     | 0.7 | 0.3 | 0.1 | 0   | 0.4 | 0.8 |
| 2012-13  | 沖縄   | 11  | 0  | 3.7 | 44.4% | -      | 50.0% | 0.5 | 0.5 | 0.1 | 0   | 0.2 | 0.8 |
| 2013-14  | 沖縄   | 34  | 4  | 4.7 | 37.5% | -      | 57.1% | 0.6 | 0.1 | 0   | 0   | 0.5 | 1.1 |
| 合計     |        | 189 | 5  | 4.4 | 41.4% | 22.2%  | 61.3% | 0.7 | 0.3 | 0.1 | 0   | 0.4 | 1.2 |